# Hassan Rahimpour Azghadi
Hassan Rahimpour Azghadi (persiska: حسن رحیم‌پور ازغدی), född 1965, är medlem Kulturrevolutionens högsta råd i Iran sedan 2002. Lik sin far har han studerat i hawza, men han bär inte på någon huvudbonad, vilket är tradition. Han slutförde sina studier på de högsta nivåerna i hawza i Mashhad och Qom.